# النموذج ثنائي المسار للفقدان والثكل
النموذج ثنائي المسار للفقدان والثكل هو نموذج نظري يصف تجربة الفقدان على انها تتضمن عمليتين منفصلتين ولكن متكاملتين: تأثير الفقدان على الأداء الكلي، وإعادة التنظيم على مستوى العلاقة الشخصية مع المتوفى. تم تطوير هذا النموذج  من قبل عالم النفس الإسرائيلي البروفيسور شمشون روبن، لتوفير إطار نظري لمساعدة المعالِجين والباحثين وعامة الناس على تعميق فهمهم لما يتعلق بردة الفعل لفقدان العلاقات الشخصية والتكييف معها.
يُعتبر فقدان أحد الأحبة نتيجة الموت أحد أصعب الأمور وأكثرها ألما بالنسبة للأشخاص المقربين له وشركاء في حياته، وفي حالات عديدة يتطلب التغيير والتكيف مع واقع جديد في جميع جوانب الحياة. يساعد النموذج ثنائي المسار للفقدان والثكل على تعميق فهم معنى الفقدان وتأثيره على مدى الحياة، وعلى تعريف النقاط المحورية في التعامل معه وصعوبات التأقلم من بعده بواسطة مصطلحات ذات صلة. يحتوي النموذج على مسارين: الأول يركز على جوانب الأداء البيولوجي- النفسي- الاجتماعي، بينما يركز الثاني على طبيعة العلاقة المستمرة مع المتوفى ومعالجة «قصة الموت». يتطرق هذان المحوران لجميع مراحل حياة الأشخاص الذين فقدوا شخصًا قريبًا ذي أهمية خاصة بالنسبة لهم.

## تطوير النموذج
تم تطوير نموذج الفقدان ثنائي المسار والفقدان عقب تحليل نتائج البحث الذي أجري في إطار أطروحة روبن مع الأمهات اللاتي فقدن أطفالهن بسبب الموت السريري (SIDS). كان الغرض منه هو صياغة نموذج يصف ردة الفعل لفقدان العلاقات الشخصية بشكل شامل، والذي سيشكل جسرًا بين العمل العلاجي والبحث.
حتى أواخر سبعينيات القرن العشرين، انقسم التطرق إلى الفقدان والثكل بين نهجين رئيسيين كانا منفصلين تقريبًا. تناول النهج الأول الفقدان في سياق التعامل مع حالات الأزمات، الصدمات النفسية والضغط النفسي، وركز على عواقب الفقدان على الجوانب الوظيفية للشخص. من ناحية أخرى، ركز النهج الثاني على آثار الفقدان على العلاقة الشخصية مع المتوفى، مع التركيز على الحاجة إلى إعادة تنظيم العلاقة معه باعتباره جانبًا رئيسيًا في عملية معالجة الفقدان وتقبله.
الجمع بين كلا النهجين لرؤية ثنائية المسار أتاح إنشاء نموذجًا شاملاً لعملية التعامل مع الفقدان، وبالتالي سد الفجوة التي قد تتواجد بين أداء المفجوع وتجربته على المستوى الشخصي. ساهم هذا النموذج إلى حد كبير في استيعاب أهمية الفصل بين المجال الوظيفي في الاستجابة لموت القريب، وبين العلاقة مع المتوفى والتي يمكن أن تستمر لطوال حياة الثكالى بشكل متكيف. واصل روبن تطوير النموذج في الجوانب النظرية، البحثية والعلاجية، كما ساهمت شراكته مع الأخصائية الاجتماعية الإكلينيكية الدكتورة روث مالكينسون والطبيب النفسي البروفيسور إليعيزر ويتطسوم في توسيع هذا النموذج على مر السنين.
.

## عناصر النموذج
يجمع نموذج الفقدان والثكل ذو المسارين بين الأفكار التي تؤكد على استمرار العلاقات الشخصية مع المتوفى، إلى جانب منظور مرتبط بالضغط النفسي والصدمات والتغيير في الحياة. يصف هذا النموذج ردة الفعل للفقدان وعملية التكيف فيما يتعلق بمسارين متعددي الأبعاد ومتبادلين: يركز المسار الأول على تأثيرات الفقدان على الحياة اليومية في مستوى الأداء العام، بينما يركز المسار الثاني على المستوى الداخلي والكامن للعلاقة المستمرة مع المتوفى ومعالجة «قصة الموت».

### مسار 1: الأداء البيولوجي- النفسي- الاجتماعي
يشير المسار الأول في النموذج إلى الفقدان الكبير كحدث مزعزع ذو عواقب جسدية، سلوكية، إدراكية وعاطفية قد تظهر في عدد من الجوانب الرئيسية لحياة الشخص الثاكل، بما في ذلك:
- ردود الفعل المزاجية، تشمل: افكار ومشاعر الحزن، الاكتئاب والعجز وما شابه.
- ردود فعل القلق وعدم الهدوء.
- الدلائل الجسدية، مثل: التغيرات في الشهية، النوم، الشهوة الجنسية وقضايا الصحة العامة.
- علامات رد فعل ما بعد الصدمة.
- التغيرات في أنماط العلاقات الأسرية
- التغييرات في العلاقات الشخصية العامة، مثل: الأصدقاء، الجيران والزملاء.
- تقييم الذات وصورة الذات.
- كيفية تشكيل معنى الحياة.
- الأداء المهني.
- مشاركة عامة في مجالات مختلفة من الحياة.

### مسار 2: العلاقة المستمرة مع المتوفى، معالجة «قصة الموت» ودمجها بالسرد الشخصي
يرى المسار الثاني أن تجربة الفقدان هي هجوم على نظام التعلق، مما يتطلب من المرء الاعتراف بحقيقة الموت وإعادة تنظيم العلاقة مع المتوفى على المستوى النفسي والإدراكي والعاطفي. موت شخص قريب يقاطع إمكانية وجود اتصال في العالم الحقيقي، لكنه يترك مجالًا لاستمرار الاتصال في الذاكرة والوعي. وبالتالي، يركز هذا المسار على خصائص الاتصال العاطفي مع المتوفى، في الماضي والحاضر، ودرجة الاستثمار في ذلك. من المهم أيضًا معالجة «قصة الوفاة»  والقدرة على دمجها في السرد الشخصي، لأن قصة العلاقة مع الموتى أو حدث الوفاة قد تؤدي أحيانًا إلى تعطيل تقدم التكيف للفقدان أو إبطائه. مثال على ذلك هو نوع الوفاة مع عنصر عنيف أو مؤلم بشكل خاص، مثل الانتحار أو القتل، والذي قد يضعف المسار الصحيح لهذه العملية.
يتضمن هذا المسار العديد من المجالات الرئيسية:
- درجة التوق لتجديد الاتصال والشوق للمتوفى.
- الصور، الذكريات والتجارب مع المتوفى.
- درجة الانخراط العاطفي والقرب من المتوفى.
- الإفراط في الانخراط أو تجنب حدث الفقدان، المتوفى أو كليهما.
- قوة وتكرار الذكريات والمشاعر الإيجابية تجاه المتوفى، بما في ذلك درجة المثالية لشخصيته.
- قوة وتواتر الذكريات السلبية المتعلقة بأفكار عن المتوفى وبعلاقتهما بالماضي والحاضر.
- وجود نزاع فيما يتعلق بالمتوفى، العلاقة معه، حدث الخسارة أو جميع المكونات.
- دليل على تعبيرات الخصائص التالية: صدمة وعدم القدرة على الشعور؛ التأهب والبحث عن رموز تذكرنا بالمتوفى؛ الاكتئاب والاضطراب النفسي؛ وكذلك التقدم نحو المصالحة مع الموقف الذي ينعكس في درجة إعادة تنظيم الفرد مع الحياة كما هي اليوم.
- الضرر في تقييم الذات في كل ما يتعلق بالعلاقة مع المتوفى.
- التحضير لإحياء الذكرى وتغيير العلاقة مع المتوفى.

## بحث
تطوير النموذج دفع روبن إلى جانب زملائه وطلابه في المركز الدولي لدراسة الفقدان، الثكل والمرونة النفسية\ الصمود النفسي في جامعة حيفا إلى التحقيق في آثار الفقدان في العديد من المجالات. من بين مجالات تركيزه: الفقدان والثكل بين الوالدين الذين فقدوا ابنًا في الحرب ؛ وفاة طفل نتيجة لحادث سيارة أو انتحار وآثاره على الوالدين مع مرور الوقت ؛ الفقدان والوفاة بين الأرامل وزوجات شهداء الحرب ؛ ردود فعل الأطفال على وفاة الوالدين ؛ التأثيرات الثقافية والدينية على تصميم السلوك بسبب الفقدان، مثل نظرة العالم الإسلامية  واليهودية  ؛ الفقدان بعد الطلاق ؛ الفقدان والوفاة بين أزواج المرضى الذين يعانون من العتاه\الخرف ، وهلم جرا.
في عام 2009، نشر روبن وزملاؤه استبيانًا يهدف إلى تقييم ردة الفعل للفقدان من منظور النموذج ثنائي المسار للفقدان والثكل (The Two-Track Bereavement Questionnaire [TTBQ-70]). يحتوي هذا الاستبيان على 70 مادة وتم تطويره والتحقق من صحته باللغة العبرية والإنجليزية والعربية. تحليل المحتوى حدد خمسة عوامل تشكل الاستبيان: الحداد الفعال، العلاقات الوثيقة والإيجابية، الجوانب المتضاربة في العلاقة، الأداء البيولوجي-النفسي-الاجتماعي الشامل والإدراك المؤلم للفقدان. ترتبط العوامل الثلاثة الأولى بالعلاقة مع المتوفى (المسار 2), في حين يرتبط العاملان الأخيران بالجانب الوظيفي (المسار 1). في عام 2013، تم تطوير نسخة مختصرة من الاستبيان (TTBQ-CG31) لتكييف الأداة لتشخيص الحزن المعقد (Complicated Grief). بالإضافة إلى ذلك، تم تطوير إصدارات إضافية من الاستبيان على مر السنين، مثل التعامل في الحياة بدون فقدان (TTCQ-54) والذي يسمح بمقارنة السكان الذين لم يواجهوا الفجيعة مع الذين يتعاملون مع الفجيعة؛ والتعامل بعد الطلاق (TTDQ). الاستبيانات متاحة باللغات العبرية والإنجليزية والعربية.

## اقرأ المزيد

### كتب
- רובין, ש., מלקינסון, ר. וויצטום, א. (2016). הפנים הרבות של האובדן והשכול: תאוריה וטיפול. הוצאת אוניברסיטת חיפה ופרדס. (גרסה מקוונת של הספר (לבעלי הרשאה), באתר "כותר")נספח: המודל הדו מסלולי לאובדן ושכול במחקר ובמדידה קלינית של תגובות לאובדן: שימוש בשאלונים 70-2TTBQ ו-31CG-2TTBQ, עמ' 385–401. (גרסה מקוונת של הספר (לבעלי הרשאה), באתר "כותר")
- ויצטום, א. (1999). נפש, אבל ושכול. הוצאות משרד הביטחון.
- Malkinson, R., Rubin, S. S. and Witztum, E. (Eds.) (1993). Loss and Bereavement in Jewish Society in Israel. Joint Publisher: Canah/Ministry of Defense. (Hebrew). (294 pages).
- Malkinson, R., Rubin, S.S. and Witztum, E. (Eds.) (2000), Traumatic and Nontraumatic Loss and Bereavement: Clinical Theory and Practice. Madison, CT: Psychosocial Press/International Universities Press.
- Rubin, S. S, Malkinson, R., Witztum, E. (2012) Working with the Bereaved: Multiple Lenses on Loss and Mourning (The Series in Death, Dying, and Bereavement). Taylor & Francis Group. (266 pages).
- Rubin, S.S. Malkinson, R. and Witztum, E. (2016) The Many Faces of Loss and Bereavement: Theory and Therapy. University of Haifa Press with Pardes Publishing. (Hebrew).

### مقالات
- Rubin, S. (1981). A Two-track Model of Bereavement: Theory and research. American Journal of Orthopsychiatry, 51(1), pp. 101–109.
- Rubin, S. S. (1992). Adult child loss and the Two-track Model of Bereavement. Omega, 24(3), pp. 183–202.
- Rubin, S. S. (1995). On life after the death of a son in war: Theory and research with the Two-track Model of Bereavement. Psychology: Israel Journal, 5(1), pp. 70–84. (Hebrew).
- Rubin, S. S. (1996). The wounded family: Bereaved parents and the impact of adult child loss. In Klass, D., Silverman, P. & Nickman, S. (Eds.) Continuing Bonds: Understanding the Resolution of Grief. Taylor and Francis, pp. 217–232.
- Rubin, S. S., (1999), The Two-track Model of Bereavement: Overview, retrospect and prospect. Death Studies, 23(8), pp. 681–714.
- Rubin, S. S., Malkinson, R. & Witztum, E. (2003). Trauma and Bereavement: Conceptual and Clinical issues Revolving around Relationships. Death Studies, 27, pp. 667–690.
- Rubin, S.S., Malkinson, E., & Witztum, E. (2018). The Two-Track Model of Bereavement and Continuing Bonds. In D. Klass and E. Steffen (Eds). Continuing Bonds, 2nd edition. New York: Routledge.

#### الثقافة والدين والنموذج ثنائي المسار للفقدان والثكل
- Rubin, S. S. & Schechter, N. (1997). Exploring the social construction of bereavement: Perceptions of adjustment and recovery for bereaved men. American Journal of Orthopsychiatry, 67(2), pp. 279–289.
- Rubin, S. S. & Yasien-Esmael, H. (2004). Loss and bereavement among Israel's Muslims: Acceptance of God's will, grief, and the relationship to the deceased. Omega, 49(2), pp. 149–162.
- Yasien-Esmael, H. & Rubin, S. S. (2005). The meaning structures of Muslim bereavements in Israel: Religious traditions, mourning practices, and human experiences. Death Studies, 29 (6), pp. 495–518.
- Rubin, S. S. & Yasien-Esmael, H. (2006). On Muslim loss and bereavement in Israel: Religion, culture, psychotherapy, and relationship. Sichot: Israel journal of Psychotherapy. (HEBREW)
- Rubin, S.S. (2014). Loss and bereavement in the Jewish tradition. Omega, 70 (1), pp. 79–98
- Bar-Nadav, O. & Rubin, S.S. (2016) Love and bereavement: Life functioning and relationship to partner and spouse in bereaved and non-bereaved young women. Omega: Journal of Death and Dying, 74 (1), pp. 62–79.

#### الصدمة والنموذج ثنائي المسار للفقدان والثكل
- Malkinson, R., Rubin, S. S. & Witztum, E. (2005). Terror, Trauma, and Bereavement: Implications for Theory and Therapy. In Y. Danieli, D. Brom & J. Stills (Eds.). The Trauma of Terrorism: Sharing Knowledge and Shared Care, An International Handbook. Haworth Press.
- Malkinson, R., Rubin, S.S. and Witztum, E. (Eds.) (2000), Traumatic and Nontraumatic Loss and Bereavement: Clinical Theory and Practice. Madison, CT: Psychosocial Press/International Universities Press.
- Rubin, S.S., Malkinson, R. & Witztum, E. (2007). Trauma and bereavement: Diagnostic and therapeutic considerations. Sichot/Dialogues: Israel Journal of Psychotherapy, 22(1), pp. 1–7. (Hebrew)
- Witztum, E., Malkinson, R. & Rubin, S.S. (in press). Traumatic loss: Therapeutic intervention following traumatic death of a loved one. In Z. Solomon et al. (Eds.). (Hebrew).

### استبيانات النموذج
- Rubin, S.S., Bar Nadav, O., Malkinson, R., Koren, D., Gofer-Shnarch, M. & Michaeli, E. (2009). The Two-Track Model of Bereavement Questionnaire (TTBQ): Development and findings of a relational measure. Death Studies, 33, pp. 305–333.
- Rubin, S.S. & Bar-Nadav, O. (2016). The Two-Track Bereavement Questionnaire for Complicated Grief (TTBQ-CG31). In R. Neimeyer (Ed) Techniques of Grief Therapy, vol. 2. New York: Routledge, pp 87–98.

### الكتب المرجعية
- Rubin, S.S. & Prigerson, H.G. (2008). Bereavement. In the Encyclopedia of Psychological Trauma. New York: Wiley.
- Stroebe, M. S. (2010). Coping with Bereavement. In Susan Folkman (ed.). The Oxford Handbook of Stress, Health, and Coping. Oxford – New York: Oxford University Press (Oxford library of psychology), p. 162.
- Silverman, P. R. & Rubin, S. S. (2015). Bereavement/grief interventions. In R.L. Cautin & S.O. Lillenfeld (eds.). The Encyclopedia of Clinical Psychology. New York: Wiley-Blackwell, pp 374–380.

## الروابط الخارجية
- صفحة البروفيسور سامسون روبن على موقع جامعة حيفا
- موقع المركز الدولي لدراسة الفقدان، الثكل والمرونة النفسية\ الصمود النفسي في جامعة حيفا
- جوناثان هالي، موعد الانتعاش من موت شخص قريب: 5 سنوات، 10، nrg أبريل 2013